# Marika Loker
Marika Loker (* 12. März 2007) ist eine deutsche Volleyballspielerin.

## Karriere
Loker begann ihre Karriere im Nachwuchs der Skurios Volleys Borken. Ab 2021 hatte sie Einsätze mit der ersten Mannschaft in der Zweiten Liga Nord. Außerdem wurde sie deutsche Nationalspielerin der U17 und U19. Seit 2023 gehört die Diagonalangreiferin fest zur ersten Mannschaft, die in der Zweiten Liga Pro antrat. In der Saison 2024/25 gelang dem Verein der Aufstieg in die erste Liga. Auch 2025/26 spielt Loker für Borken.